# Bachelor Česko
Bachelor Česko je česká televizní reality show televize TV Nova z roku 2024, verze americké soutěže The Bachelor vysílané od roku 2002 na televizi ABC. Účastníky jsou Jan Solfronk a 18 žen, kteří soutěží na řeckém ostrově Rhodos. Moderátorkou se stala Zorka Hejdová.
Jedná se o druhou českou verzi pořadu The Bachelor, první byl pořad Vem si mě! vysílaný na TV Nova v roce 2007.

## Průběh soutěže
Celkem 18 účastnic je mužem vyřazováno, dokud si nevybere jednu, které na konci soutěže dá zásnubní prsten.
S výherkyní už pár netvoří
| soutěžící                | věk | bydliště       | povolání                                | konec v soutěži  |
| ------------------------ | --- | -------------- | --------------------------------------- | ---------------- |
| Sabina Pšádová           | 24  | Horní Libchava | studentka                               | vítězka          |
| Maria „Mary“ Pavlova     | 29  | Praha          | modelka, herečka                        | konec v 20. díle |
| Eva Cinková              | 25  | Praha          | asistentka prodeje                      | konec v 19. díle |
| Viktorie „Viki“ Vacková  | 22  | Praha          | studentka                               | konec v 18. díle |
| Lucie Široká             | 26  | Praha          | kadeřnice                               | konec v 18. díle |
| Christina Marinetti      | 27  | Praha          | social media expert                     | konec v 16. díle |
| Klára Součková           | 28  | Nymburk        | majitelka módní značky                  | konec v 16. díle |
| Kristýna Hamříková       | 25  | Chrudim        | fotomodelka                             | konec v 15. díle |
| Denisa „Deny“ Melvaldová | 31  | Lovosice       | fotografka, MMA zápasnice               | konec v 14. díle |
| Daniela Hájková          | 25  | Praha          | make-up artistka                        | konec v 13. díle |
| Linda Asani              | 28  | Praha          | umělkyně, erotická masérka              | konec v 12. díle |
| Denise Ayverdi           | 35  | Praha          | kosmetoložka                            | konec v 11. díle |
| Olga „Oli“ Bondarenko    | 28  | Praha          | majitelka kosmetické firmy, 18+ modelka | konec v 9. díle  |
| Denisa Veselá            | 28  | Most           | investorka do nemovistí, pornoherečka   | konec v 8. díle  |
| Kara Bedikhojayeva       | 28  | Praha          | finanční analytička                     | konec v 6. díle  |
| Tereza Kohoutová         | 30  | Praha          | office manažerka                        | konec v 3. díle  |
| Miroslava Pikolová       | 30  | Praha          | influencerka                            | konec v 1. díle  |
| Štěpánka Šnejdrlová      | 24  | Ostrava        | asistentka prodeje                      | konec v 1. díle  |

## Zajímavosti

### Kontroverze
V průběhu první řady vyšlo najevo, že tři z účastnic, konkrétně Denisa Veselá, Olga Bondarenko a Linda Asani se v minulosti živily erotikou, za což čelily kritice diváků.
Denisa Veselá disponovala výbušným a konfliktním chováním a vyjadřováním, čímž se stala středem pozornosti. Necelé dva roky před Bachelor Česko hrála v erotických filmech, což prozradila Janu Solfronkovi při rozhovoru v pořadu. Vystupovala pod pseudonymem Lucky Bee. S touto skutečností se Jan Solfronk neztotožnil a s Denisou Veselou se rozloučil. Pořad Bachelor Česko musela definitivně opustit v osmém díle.
Olga Bondarenko se přiznala k focení erotických aktů poté, co diváci předmětné fotografie nalezli na internetu pod pseudonymem Olsen Bondfire. Olga Bondarenko ve vyjádření tvrdila, že se mělo jednat výhradně o soukromé snímky a o jejich veřejné dostupnosti nebyla uvědoměna.
Linda Asani prováděla erotické masáže. Přestože se v pořadu prezentuje jako umělkyně, i ona v tomto odvětví v minulosti figurovala.

### Kinopremiéra finále Bachelor Česko
V rodném městě Jana Solfronka, Jablonci nad Nisou, v kině Junior, které se nachází v areálu budovy Jabloneckého Eurocentra, proběhlo 23. ledna 2025 promítání posledního dílu Bachelor Česko. Akce se zúčastnil Jan Solfronk osobně i s vítězkou.